# کیسی فیتسراندالف
کیسی فیتسراندالف (انگلیسی: Casey FitzRandolph؛ زادهٔ ۲۱ ژانویهٔ ۱۹۷۵) اسکیت‌باز سرعت اهل ایالات متحده آمریکا بود.
از افتخارات وی می‌توان به کسب مدال طلا در بازی‌های المپیک زمستانی ۲۰۰۲ اشاره کرد.